# Institut des hautes études chinoises
Das Institut des hautes études chinoises (IHEC; „Institut für höhere chinesische Studien“) wurde 1921 von Paul Pelliot und Marcel Granet gegründet. 1972 wurde es dem Collège de France unterstellt. Das Institut beherbergt eine der wichtigsten sinologischen Bibliotheken Europas. In der von dem Institut herausgegebenen Reihe Bibliothèque de l’Institut des hautes études chinoises erschienen beispielsweise Le concile de Lhasa I: une controverse sur le quiétisme entre bouddhistes de l’Inde et de la Chine au VIIIe siècle de l’ère chrétienne von Paul Demiéville (1894–1979), Le Traité des examens, traduit de la Nouvelle histoire des T’ang (chap. XLIV, XLV) von Robert des Rotours (1891–1980) und Deux sophistes chinois, Houei Che et Kong-souen Long von Ignace Kou Pao-Koh. Die Fortsetzung der Reihe sind die Mémoires de l’Institut des hautes études chinoises.